# San Cosmo Albanese
San Cosmo Albanese là một thị xã và comune  ở tỉnh Cosenza trong vùng Calabria miền nam nước Ý.
Đô thị San Cosmo Albanese có diện tích 14 ki lô mét vuông, dân số thời điểm năm 2010 là 645 người.
Đô thị này có các đơn vị dân cư (frazioni) sau: